# 冥
冥 (obscurité, ténèbres) est un kanji composé de 10 traits et fondé sur 日.
Il se lit めい (mei) en lecture on et くらい (kurai) en lecture kun.
Son caractère Unicode est 51A5.

## Exemples
- 冥界 (meikai) : enfers
- 冥王星 (Meiōsei) : Pluton (planète naine)